# Wólka Zdziwójska
Wólka Zdziwójska – wieś w Polsce położona w województwie mazowieckim, w powiecie przasnyskim, w gminie Chorzele. Wieś ma status sołectwa. Leży nad rzeką Orzyc.
W latach 1975–1998 miejscowość administracyjnie należała do województwa ostrołęckiego.
Wierni kościoła rzymskokatolickiego należą do parafii św. Rocha w Janowie.
W okresie międzywojennym stacjonowała tu placówka Straży Celnej „Wólka”.